# Riot in Cell Block 11
Riot in Cell Block 11 (Motín en el pabellón 11 en España) es una película estadounidense de 1954 de los géneros de drama y cine negro dirigida por Don Siegel y protagonizada por Neville Brand, Emile Meyer, Frank Faylen y Leo Gordon.

## Argumento
Una noche, varios guardias son tomados como prisioneros por los reclusos, para protestar por las condiciones brutales en su prisión. A continuación, hacen conocer sus demandas a Reynolds Warden (Emile Meyer), un administrador de orientación liberal que se ha quejado desde hace muchos años sobre las mismas condiciones. James V. Dunn (Neville Brand), el líder de los prisioneros, se reúne con la prensa fuera del bloque de celdas y demandan que ya no van a tolerar los malos tratos de los guardias, la deficiente comida, el hacinamiento y las condiciones apenas habitables.
Al día siguiente los reclusos de otros dos bloques intentan iniciar una revuelta, pero se ven obligados a volver a sus celdas por la policía del estado. Las negociaciones entre los reclusos y los funcionarios de la prisión son obstaculizadas por los políticos del estado que no quieren hacer ninguna concesión.
Mientras tanto, las facciones entre los prisioneros comienzan a competir por el poder y el control dentro del bloque rebelde. Al mismo tiempo, a la policía del estado se les da el visto bueno para hacer un agujero en la pared para poner fin al asedio. Pero los reclusos en el interior crean un escudo humano para mantener a los rehenes detrás de la pared interior.
Finalmente, el gobernador se compromete a firmar la petición de los prisioneros. Los disturbios termina cuando los internos ven los periódicos del día siguiente diciendo que habían ganado. Pero es una victoria pírrica para el líder, Dunn. Dos semanas más tarde, lo llaman a la oficina del director. La legislatura estatal había anulado la firma del gobernador en repudio de todas las demandas de los presos.
Warden le dice Dunn que va a ser procesado por dirigir la revuelta y la toma de rehenes, cargos que en su mayoría probablemente signifiquen una condena adicional de 30 años. Pero Warden, quien le explica que va a ser reemplazado, le dice que él consiguió una pequeña victoria: los internos con enfermedades mentales han de ser trasladado a asilos y serán puesto en libertad condicional a algunos prisioneros. Warden lo felicita a Dunn y le dice que sus acciones fueron noticia de primera plana y que pueden provocar algún bien.

## Reparto
- Neville Brand como James V. Dunn;
- Emile Meyer como Warden Reynolds;
- Frank Faylen como el comisionado Haskell;
- Leo Gordon como Crazy Mike Carnie;
- Robert Osterloh como el coronel;
- Paul Frees como el guardia Monroe;
- Don Keefer como un reportero;
- Alvy Moore como Gator;
- Dabbs Greer como Schuyler;
- Whit Bissell como Snader;
- James Anderson como el guardia Acton;
- Carleton Young como el capitán de la guardia Barrett;
- Harold J. Kennedy como un reportero;
- William Schallert como un reportero;
- Jonathan Hole como el reportero Russell.

## Producción
El final pesimista es el punto culmen de la crítica social realista que frecuenta la película. El productor Walter Wanger había estado recientemente en prisión por disparar al amante de su esposa, y su experiencia allí había motivado esta producción. La película fue filmada en la Prisión Estatal de Folsom con los presos y guardias reales que desempeñan papeles de fondo. Siegel aceptó dirigir la película durante ocho semanas por una tarifa plana de $10.000.
Riot in Cell Block 11 fue el primer trabajo en una película de Sam Peckinpah. Peckinpah fue contratado como asistente del director de reparto por Don Siegel. Según se informa, el director de la cárcel se mostró reacio a permitir que la película se rodara en la prisión de Folsom hasta que le fue presentado Peckinpah. El alcaide sabía de su influyente familia de jueces de Fresno, California, y de inmediato se convirtió en colaborador.
El actor Leo Gordon, que interpretaba al endurecido convicto Carney, había pasado un momento difícil durante la producción. Gordon, antes de convertirse en un actor, estuvo preso en Folsom por robo a mano armada, y muchos de los guardias de la prisión lo recordaron como un alborotador (el propio Siegel dijo más tarde que Gordon "era el hombre más espantoso que he conocido"). Los guardias se negaron a permitir entrar en la prisión a Gordon con el elenco y el equipo de rodaje, y lo hicieron entrar y salir por sí mismo, siendo muy bien vigilado.
La utilización de una prisión real como escenario por Siegel y su uso de prisioneros reales como extras marcó una impresión duradera en la carrera posterior de Peckinpah, quién trabajaría como ayudante de Siegel en cuatro películas adicionales, siendo estas Private Hell 36 (1954), An Annapolis Story (1955), Invasion of the Body Snatchers (1956) y Crime in the Streets (1956).

## Recepción

### Taquilla y exhibición
Tras su lanzamiento inicial en el Reino Unido se prohibió la película.
La película tuvo un presupuesto de $297.702, y logró ganar $1.531.755.